# Dia Mundial de les Ciutats
El Dia Mundial de les Ciutats és un dia internacional que se celebra el 31 d'octubre cada any, amb l'objectiu de promoure l'interès de la comunitat internacional en l'entorn urbà i tot allò que fa que aquest estigui pensat per a les persones. Això, passa per aconseguir que les nostres ciutats siguin més saludables, més sostenibles, més resilients i més igualitàries. Es pretén impulsar la cooperació entre els països per afrontar les oportunitats i els reptes de la urbanització, i contribuir al desenvolupament d’entorns urbans sostenibles a tot el món.
El 27 de desembre de 2013 l'Assemblea General de les Nacions Unides a la Resolució 68/239 decidí designar, a partir del 2014, el 31 d'octubre cada any 'Dia Mundial de les Ciutats', convidant els Estats, al sistema de les Nacions Unides, en especial a l'ONU-Hàbitat, les organitzacions internacionals corresponents, la societat civil i els altres interessats pertinents a celebrar el Dia i fomentar la sensibilització sobre la problemàtica de les ciutats, i destaca que els costos de totes les activitats que poguessin derivar-se de la celebració del Dia han de sufragar-se amb càrrec a contribucions voluntàries.